# Chung kết Cúp bóng đá châu Đại Dương 2004
Chung kết Cúp bóng đá châu Đại Dương 2004 là trận đấu cuối cùng của Cúp bóng đá châu Đại Dương 2004 giữa Quần đảo Solomon và Úc. Hai trận đấu được diễn ra vào ngày 9 và 12 tháng 10 ở Honiara và Sydney. Úc thắng trận lượt 1 với tỷ số 5–1 và trận lượt 2 với tỷ số 6–0 trên tổng tỷ số 11–1. Úc giành quyền tham dự Cúp Liên đoàn các châu lục 2005 với tư cách là đại diện của OFC.

## Trận đấu

### Lượt 1
| Quần đảo Solomon | 1–5      | Úc                                                                 |
| ---------------- | -------- | ------------------------------------------------------------------ |
| B. Suri 60'      | Chi tiết | J. Skoko 5', 28' · A. Milicic 19' · B. Emerton 43' · A. Elrich 79' |

| Quần đảo Solomon | Úc |

|                         |    |                  |  |
|                         |    |                  |  |
| GK                      | 1  | Felix Ray        |  |
| RB                      | 2  | Leslie Leo       |  |
| CB                      | 3  | Mahlon Houkarawa |  |
| CB                      | 4  | George Suri      |  |
| LB                      | 5  | Nelson Kilifa    |  |
| MF                      | 6  | Alick Maemae     |  |
| MF                      | 7  | Jack Samani      |  |
| MF                      | 8  | Paul Kakai       |  |
| MF                      | 9  | Batram Suri      |  |
| ST                      | 10 | Henry Fa'arodo   |  |
| ST                      | 11 | Commins Menapi   |  |
| Vào thay người:         |    |                  |  |
| MF                      | 12 | George Lui       |  |
| MF                      | 13 | Kidston Billy    |  |
| MF                      | 14 | Stanley Waita    |  |
| DF                      | 15 | Martin Ruhasia   |  |
| DF                      | 16 | Gideon Omokirio  |  |
| ST                      | 17 | Joel Konofilia   |  |
| GK                      | 18 | Francis Aruwafu  |  |
| Huấn luyện viên trưởng: |    |                  |  |
| Alan Gillett            |    |                  |  |

|                         |    |                      |  |
|                         |    |                      |  |
| GK                      | 1  | Mark Schwarzer       |  |
| RB                      | 2  | Tony Vidmar 74'      |  |
| CB                      | 3  | Tony Popovic         |  |
| CB                      | 4  | Simon Colosimo       |  |
| LB                      | 5  | Kevin Muscat         |  |
| MF                      | 6  | Brett Emerton 61'    |  |
| MF                      | 7  | Lucas Neill 71'      |  |
| MF                      | 8  | Josip Skoko          |  |
| MF                      | 9  | Vince Grella 61' 40' |  |
| MF                      | 10 | Ahmad Elrich         |  |
| ST                      | 11 | Ante Milicic         |  |
| Vào thay người:         |    |                      |  |
| MF                      | 12 | Mile Sterjovski 61'  |  |
| RB                      | 13 | Luke Wilkshire 61'   |  |
| CB                      | 14 | Jon McKain 71'       |  |
| Huấn luyện viên trưởng: |    |                      |  |
| Frank Farina            |    |                      |  |

### Lượt 2
| Úc                                                                            | 6–0      | Quần đảo Solomon |
| ----------------------------------------------------------------------------- | -------- | ---------------- |
| Milicic 5' · Kewell 8' · Vidmar 60' · Thompson 79' · Elrich 82' · Emerton 89' | Chi tiết |                  |

| Úc | Quần đảo Solomon |

|                         |    |                     |  |
|                         |    |                     |  |
| GK                      | 1  | Mark Schwarzer      |  |
| RB                      | 2  | Kevin Muscat 46'    |  |
| CB                      | 3  | Tony Vidmar         |  |
| CB                      | 4  | Simon Colosimo      |  |
| LB                      | 5  | Tony Popovic        |  |
| MF                      | 6  | Brett Emerton       |  |
| MF                      | 7  | Lucas Neill         |  |
| MF                      | 8  | Luke Wilkshire      |  |
| MF                      | 9  | Josip Skoko 46'     |  |
| ST                      | 10 | Harry Kewell 46'    |  |
| ST                      | 11 | Ante Milicic        |  |
| Vào thay người:         |    |                     |  |
| MF                      | 12 | Ahmad Elrich 46'    |  |
| CB                      | 13 | Jon McKain 46'      |  |
| MF                      | 14 | Archie Thompson 46' |  |
| Huấn luyện viên trưởng: |    |                     |  |
| Frank Farina            |    |                     |  |

|                         |    |                      |  |
|                         |    |                      |  |
| GK                      | 1  | Felix Ray            |  |
| RB                      | 2  | George Suri          |  |
| CB                      | 3  | Gideon Omokirio      |  |
| CB                      | 4  | Mahlon Houkarawa 88' |  |
| LB                      | 5  | Nelson Kilifa        |  |
| MF                      | 6  | Batram Suri 46'      |  |
| MF                      | 7  | George Lui           |  |
| MF                      | 8  | Alick Maemae 75'     |  |
| MF                      | 9  | Henry Fa'arodo       |  |
| ST                      | 10 | Joel Konofilia       |  |
| ST                      | 11 | Commins Menapi       |  |
| Vào thay người:         |    |                      |  |
| ST                      | 12 | Billy Kidson 46'     |  |
| MF                      | 13 | Jack Samani 75'      |  |
| CB                      | 14 | Leslie Leo 88'       |  |
| Huấn luyện viên trưởng: |    |                      |  |
| Alan Gillett            |    |                      |  |